# Marmaraereğlisi
Pour les articles homonymes, voir Ereğli et Héraclée.

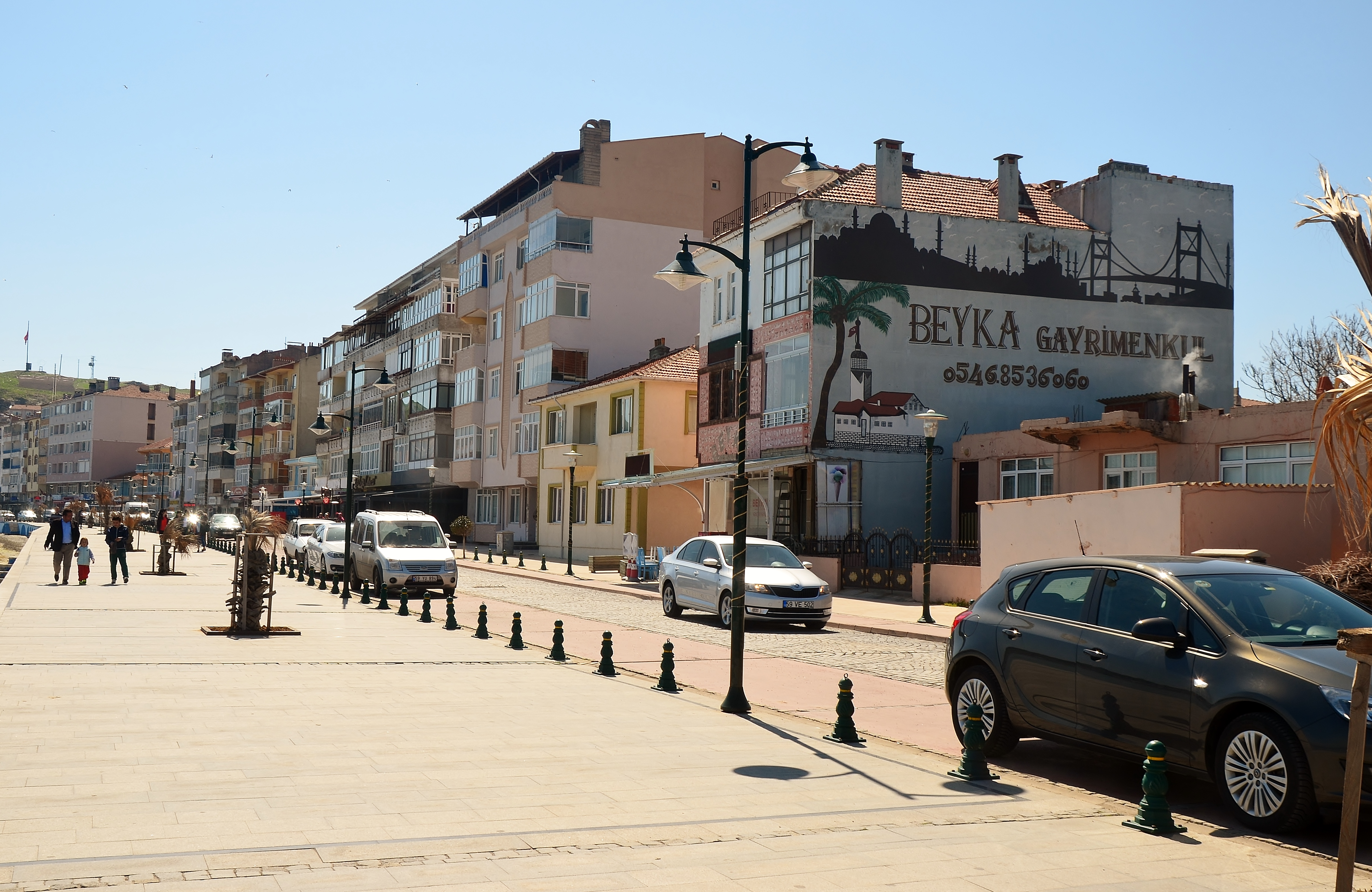
Promenade in Marmara Ereğlisi

Marmara Ereğli est une ville et un district de la province de Tekirdağ, dans la partie aujourd’hui turque (l’actuelle région de Marmara) de l’ancienne Thrace orientale. Ereğli est située à 30 km à l'est de la ville de Tekirdağ et à 90 km à l'ouest d'Istanbul, près d'un petit cap sur la côte nord de la mer de Marmara. Elle est appelée Marmaraereğlisi pour la distinguer de deux autres plus grandes villes de Turquie, également appelées Ereğli (un nom qui vient du nom grec « Heraclea »), l'une dans la province de Konya, l'autre sur la côte de la mer Noire.

## Histoire
Une colonie grecque de l'île de Samos a été fondée en -559 à l'emplacement de la ville actuelle, sur la Propontide (mer de Marmara), à l'ouest de Byzance, en Thrace. Elle était appelée en grec ancien Πέρινθος / Périnthos et plus tard Ἡράκλεια / Herácleia. Alcibiade y a séjourné durant son second exil.
Selon Jean Tzétzès, son nom d'origine était « Mygdonia ». Elle est surtout célèbre pour sa résistance acharnée et victorieuse à Philippe II de Macédoine en -340. À cette époque elle semble avoir eu plus d'importance que Byzance elle-même. Hérodote cite la ville de Périnthe au livre V de son Enquête, disant qu'elle a été vaincue par les Péoniens.

## Personnalité liée à la ville
- Hestiée de Périnthe, philosophe antique, disciple de Platon, y est né.

## Sources
- (fr) Pierre Pellegrin (dir.) (trad. du grec ancien), Aristote : Œuvres complètes, Paris, Éditions Flammarion, 2014, 2923 p. (ISBN 978-2-08-127316-0).
- (en) « Marmaraereğlisi », dans Encyclopædia Britannica [détail de l’édition], 1911 (lire sur Wikisource).
- « Périnthe », Nouveau Larousse illustré, tome 6, éd. Larousse, Paris, 1898-1907, p. 789.